# Gamers (Zeitschrift)
Die Gamers (eigene Schreibweise GAMERS) war ein Magazin, welches zwischen 1991 und 1996 erschien und sich als erste deutsche Zeitschrift exklusiv mit Videospielen der Firma Sega beschäftigte. Im Laufe der Erscheinensdauer berichtete Gamers über die Konsolen Master System, Game Gear, Mega Drive, Mega-CD, Mega Drive 32X und Saturn.

## Konzept
Der Fokus der Zeitschrift lag auf einer kritischen Berichterstattung. Es wurde die Unabhängigkeit von Sega und anderen Herstellern als ein Hauptverkaufsargument proklamiert. Dies stand im Gegensatz zum damals weit verbreiteten Club-Nintendo-Magazin, welches unter direktem Einfluss des Herstellers Nintendo nur werbend über Neuerscheinungen berichtete.
Diese kritische Berichterstattung führte dazu, dass auch Spiele, für die im Heft Werbeanzeigen geschaltet waren, mitunter schlechte Wertungen erhielten; darunter auch wichtige Spiele von Sega.
Des Weiteren gab sich das Magazin kritisch gegenüber den Mega-Drive-Hardware-Erweiterungen Mega-CD und 32X; der Großteil der für die kostspieligen Erweiterungen angebotenen Spiele erhielt unterdurchschnittliche Wertungen, und die Redaktion sprach eine ausdrückliche Warnung vor der Anschaffung des Mega-CDs aus.
Solche Wertungen und Empfehlungen festigten das Vertrauen der Leser in die Unabhängigkeit des Magazins, war doch prinzipiell für eine auf Sega spezialisierte Zeitschrift der Erfolg von Sega-Produkten lebenswichtig und der Verriss eben jener Produkte dem nicht förderlich.
Um der weitgehend jungen Leserschaft gerecht zu werden, wurden die Spiele nach dem in Deutschland üblichen Schulnotensystem mit Noten von 1 bis 6 und den Zusätzen "Plus" oder "Minus" als positive oder negative Tendenzen bewertet. Außerdem wurden noch Unterwertungen für die Bereiche Grafik und Sound vergeben; diese flossen jedoch nicht in die Gesamtwertung mit ein, welche nur den eigentlichen Spielspaß widerspiegeln sollte. Später wurden neben dem Hauptartikel und den Bewertungskästen noch kurze Anmerkungen einzelner Redakteure hinzugefügt, um die subjektiven Geschmäcker widerzuspiegeln.
Neben dem ausführlichen Testbereich enthielt Gamers regelmäßige Rubriken mit Neuigkeiten, Tipps und Tricks, Vorschauen auf kommende Spiele, Leserbriefe und Berichte über andere Medienformen. Aktuelle Berichte zu Messen gab es ebenso wie Interviews oder Hintergrundberichte über die Entstehung eines Spiels. Im späteren Verlauf wurden unregelmäßig Extras wie Poster oder Sammelkarten beigelegt.

## Geschichte
Die erste Ausgabe der Gamers erschien im Dezember 1991 beim MLV-Verlag und trug die Nummer 01/92.
Ab Mitte des Jahres 1993 zeichnete der MVL-Verlag auch für die Publikation der Zeitschrift Total! verantwortlich, welche unter Führung der Gamers-Redaktion das bewährte Gamers-Konzept auf die Berichterstattung zu Produkten von Segas Hauptkonkurrenten Nintendo anwenden sollte.
Wurde Gamers zunächst von einer kleinen zwei- bis dreiköpfigen Redaktion noch zweimonatlich veröffentlicht, konnte dank der wachsenden Popularität der Spielekonsolen von Sega und der angewachsenen Redaktionsstärke nach Ausgabe 5/94 auf eine monatliche Erscheinungsweise umgestellt; zeitgleich wurde in der Redaktion mit GamePro noch ein weiteres Magazin gestartet, welches über Videospiele aller Hersteller sowie PC-Spiele berichten sollte. Diese Mehrfachbelastung der Redaktion äußerte sich darin, dass manchmal Testberichte zu Spielen, die für mehrere Geräte erschienen, in den verschiedenen Magazinen identisch waren. In solchen Fällen trug lediglich der Wertungskasten den Versionsunterschieden Rechnung.

## Konkurs und Ende
Kurze Zeit nach Erscheinen der Ausgabe 12/95 von Gamers musste der MVL-Verlag, laut Redaktion trotz erfolgreicher Verkäufe der Zeitschriften Gamers und Total!, Konkurs anmelden. Alle drei Publikationen wurden unangekündigt eingestellt. Die bereits fast fertiggestellte Ausgabe 01/96 kam daher nicht in den Handel.
Einige der Redaktionsmitglieder gründeten daraufhin den X-Plain Verlag und arbeiteten daran, fertige Berichte zu übernehmen und jeweils eine neue Ausgabe der Gamers und der Total! herzustellen. Die Gamers 2/96 erschien im neu gegründeten Verlag New Gamers. Laut Redaktion hatte der MVL-Verlag ihnen mündlich die Rechte an der Zeitschrift überlassen.
Große Mengen an Informationen aus dem alten Verlag, einschließlich Leserpost, Abonnentendaten und Ergebnisse aus Preisausschreiben standen dem jungen Verlag jedoch nicht zur Verfügung und sollten durch Meldung der Betroffenen gelöst werden.
Kurz nachdem diese Ausgabe in den Handel kam, erwirkte der Geschäftsführer von MVL den Rückruf der Auflage und bestritt, die Rechte an Gamers an den neuen Verlag abgetreten zu haben. Da die Sachlage im Gegensatz zu den Rechten zu Total!, deren Abtretung belegt war, nicht auf Anhieb eindeutig zu klären war, bedeutete dies das Ende der Gamers. Das junge Unternehmen sah sich außerstande, einen langwierigen Rechtsstreit wegen dieser Angelegenheit zu führen.
Das alles wurde den Lesern in einem ausführlichen Editorial erläutert, welches das Heft Gambler 4/96 einleitete. Dieses Sonderheft zum Thema Sega war nichts anderes als die vor der Intervention des MVL-Verlages fast fertiggestellte Gamers 03/96, welche auf diesem Wege noch in den Handel gebracht wurde und die Leserschaft über das zweite, diesmal endgültige Ende des Magazins aufklären sollte.

## Sonderausgaben
Im Laufe des Bestehens der Gamers erschienen vier Sonderausgaben. Eine fünfte Ausgabe, die sich nur mit den Spielen um das beliebte Sega-Maskottchen Sonic the Hedgehog befassen sollte, wurde angekündigt, aber nie veröffentlicht.
Die erschienenen Ausgaben sind:
- Gamers Special 1/93: Best of Sega Tests, Tips & Tricks. Hier wurde eine Mixtur bekannter älterer und neuer Spiele für die Sega-Konsolen vorgestellt und diese teils mit ausführlichen Lösungen und kleineren Tipps ergänzt.
- Gamers Special 2/93: Sports by Sega. Ein Themenheft, in dem die zu jener Zeit als besondere Stärke der Sega-Konsolen angesehenen Sport-Spiele vorgestellt und spielbezogene Taktiken verraten wurden.
- Gamers Special 3/93: Action by Sega. Auf Tests und Lösungen zu bekannten Action-Spielen fokussierte Ausgabe. Besonderes Augenmerk wurde auf den europaweit ersten Test der lange erwarteten erweiterten Mega-Drive-Version des in der Spielhalle und auf dem Konkurrenzsystem SNES zum Verkaufsschlager avancierten Street Fighter II gelegt.
- Gamers Special 1/94: Best of 1993. Ursprünglich als Sonderausgabe nur über das im Vorjahr in Deutschland erschienene Sega Mega-CD geplant, wurde dieses letzte Gamers Special aufgrund der nach Meinung der Redaktion in Qualität und Quantität nicht ausreichenden Software für Segas neuestes Gerät in einen Jahresrückblick auf das Jahr 1993 umfunktioniert.

Des Weiteren wurden noch zwei Gamers-Taschenbücher mit Tips & Tricks veröffentlicht; eines befasste sich mit dem Sega Mega Drive, das andere mit dem Sega Master System und dem Sega Game Gear.

## Kontroverse
Besonderes Aufsehen erregte ein Bericht von Julian Eggebrecht über die Technik des Mega Drive, in welchem das SNES, Hauptkonkurrent von Segas damaliger Spitzenkonsole, als 8-Bit-System bezeichnet wurde. Dies wurde mit einigem Entsetzen aufgenommen, konzentrierte sich doch das Marketing von Sega und Nintendo großenteils darauf, dass ihre Maschinen 16-Bit-Geräte seien. Dass dies nicht eindeutig einzuordnen war und auch nicht mit der tatsächlichen Leistungsfähigkeit gleichzusetzen war, war den meist jungen Spielern nicht bewusst, und die eigentlich technisch legitime Aussage wurde von manchen SNES-Besitzern als Hetze aufgefasst. Dieser Bericht war Zündstoff in den auf Schulhöfen stattfindenden und spaßhaft „Konsolenkrieg“ genannten Debatten zwischen den jungen Anhängern beider Marken.

## Redaktion
Viele in der deutschsprachigen Videospiele-Zeitschriften-Landschaft bekannte Redakteure arbeiteten im Laufe der Zeit an der Gamers mit, darunter Boris Schneider, Heinrich Lenhardt, Hans-Joachim Amann, Torsten Oppermann, Julian Eggebrecht, Klaus-Dieter Hartwig und Reza Abdolali.